# Antonio Olearo
Antonio Olearo (Ozzano Monferrato, 6 marzo 1921 – Casale Monferrato, 15 gennaio 1945) è stato un partigiano, operaio, panettiere italiano, nome di battaglia "Tom", morto fucilato, Medaglia d'Oro al Valor Militare alla memoria.

## Biografia
Nel 1941, chiamato alle armi come geniere, al momento dell'armistizio si trovava in territorio francese, assieme ad altri commilitoni, rientrò in Italia e si unì alle bande partigiane della Val di Susa. Per le sue doti fu designato al comando della VII Brigata Divisione Matteotti l'attività partigiana si sviluppò essenzialmente lungo la linea ferroviaria Asti-Casale.
Il 13 gennaio 1945, alla testa di un gruppo di partigiani conosciuto come Banda Tom, si scontra nella zona di San Desiderio, con unità nemiche preponderanti, il gruppo riesce a fatica a sganciarsi e Olearo viene ferito nel tentativo di recuperare un compagno. Il gruppo mentre si sta ritirando cade in un'altra imboscata nei pressi di Casorzo, i partigiani catturati vengono condotti a Casale Monferrato e il giorno successivo fucilati.
I corpi dei giustiziati furono lasciati per due giorni sul luogo della fucilazione come monito per la popolazione, prima di essere consegnati per la sepoltura.

## Riconoscimenti
Il comune di Casale Monferrato gli ha intitolato una via. Il gruppo musicale Yo Yo Mundi ha dedicato lui e alla sua "Banda" un cd live ed un DVD dal titolo "Resistenza", frutto dello spettacolo "La Banda Tom e altre storie partigiane".